# Иона (Борзобогатый-Красненский)
Епископ Иона (в миру Иван Яцкович Борзобогатый-Красненский; ок. 1505 — ум. 1585) ― епископ Луцкий в 1565―1584 годах. Из русско-литовского шляхетского рода. До назначения епископом ― войт Луцка.

## Биография
Короли Польши имели неограниченное право раздавать (продавать) епископии и архимандрии по своему разумению. Таким образом, в епископы, благодаря симонии, то есть покупке церковной должности, попадали люди большей частью светские, из шляхетских фамилий. Их в первую очередь привлекали богатые имения епископий и монастырей. Иногда право на епископию король предоставлял сразу двум лицам, между которыми, естественно, возникал конфликт.
В 1565 году после смерти епископа Владимирского и Брестского Иосифа королевскими грамотами на владение епископией были наделены сразу два кандидата: шляхтич Иван Борзобогатый-Красненский и епископ Холмский Феодосий Лазовский. Борзобогатый, скоропалительно приняв сан нареченного владыки Владимирского и Брестского, завладел Владимирским епископским замком, поручив его оборону от епископа Феодосия своему сыну Василию. Епископ Феодосий, отправляясь в свою новую епархию и видя упорное сопротивление со стороны соперника, собрал значительный отряд с пушками, намереваясь силой отобрать у Борзобогатого Владимир-Волынский. 12 сентября 1565 был получен отказ Борзобогатого освободить замок, и началась настоящая битва. Расположив пушки на городских зданиях, Феодосий открыл пальбу по замку и соборной церкви, шесть раз отряд шёл на приступ. Василий Борзобогатый целый день выдерживал осаду, но все-таки вынужден был бежать. Епископ Феодосий был призван на суд по этому делу, но он заявил королевскому посланцу, что никуда не поедет, выгнал слуг Ивана Борзобогатого и вступил в управление епархией.
Нареченный епископ Иван Борзобогатый, оставаясь светским лицом, взамен получил Луцкую и Острожскую епископию. Только в 1571 году под давлением митрополита киевского Ионы он принял монашество с именем Ионы.
Пребывание его в этих краях оставило тяжёлую память. Он отдал церковное имение Жабче в приданое за дочерью зятю луцкому старосте Александру Жоравскому. Сыновья Борзобогатого присвоили себе всё оружие луцкого замка. Они же ограбили церковь в селе Рожищах. В Дубищенском монастыре ограбили церковь и разогнали монахов, кельи их разломали, из железного монастырского клепала велели наклепать топоров. Замок в Хорлупах, подаренный Луцкой епископии великим князем Свидригайло, был также разграблен. Сын епископа Борзобогатого Василий, секретарь королевский, забрал оттуда пушки, различные вещи и развез по своим имениям. Само же местечко Хорлупы епископ променял князьям Радзивиллам на имение Фалимичи, получив от них полторы тысячи злотых в придачу, тогда как Фалимичи не стоили и четверти хорлупского имения. Не довольствуясь доходами с церковных имений, епископ Иона наложил подати на луцкое духовенство, и если священники не платили, он запрещал им богослужение, запечатывая церкви. Так, в 1583 году по его приказу было запечатано семь церквей в Луцке. Получив в свою власть богатый Жидичинский монастырь, Иона расточал монастырскую казну, разорял имения, отчуждая их меною и другими способами. Стефан Баторий приказал князю К. Острожскому отобрать Жидичинский Николаевский монастырь в пользу епископа Меглинского Феофана Грека, но Иона с сыном Василием не давали покоя Феофану: чинили обиды всякие, и, наконец, с вооруженным отрядом завладели монастырем. Луцкий староста князь Александр Пронский по приказу короля послал туда жолнеров (пехотинцев) и, после упорного боя, жолнеры ворвались в монастырь. Разозленный Пронский выгнал оттуда Иону, велел выкопать кости его невестки и сына и выбросить их. Епископом Луцким был назначен пинский епископ К. Терлецкий.
В 1585 году, после неоднократных жалоб мирян, король Стефан Баторий объявил Борзобогатого, его сына и внука баннитами, то есть лишенными всех гражданских прав Речи Посполитой, лишению имущества и изгнанию. Борзобогатого отправили в ссылку. Согласно другим данным, он умер до приведения приговора в исполнение.